# 叉斑鼠狐猴
叉斑鼠狐猴（学名Phaner furcifer）生活在马达加斯加岛西部和北部海岸的森林中。
叉斑鼠狐猴主要以温带落叶林的树脂为食。雌狐猴全年只有3-4天的发情期，一般在六月。它们在十一月到十二月间分娩，每胎一仔。